# Campylopus comatus
Campylopus comatus är en bladmossart som först beskrevs av Ferdinand François Gabriel Renauld och Jules Cardot, och fick sitt nu gällande namn av Thériot 1930. Campylopus comatus ingår i släktet nervmossor, och familjen Dicranaceae. Inga underarter finns listade i Catalogue of Life.